# 제빵사

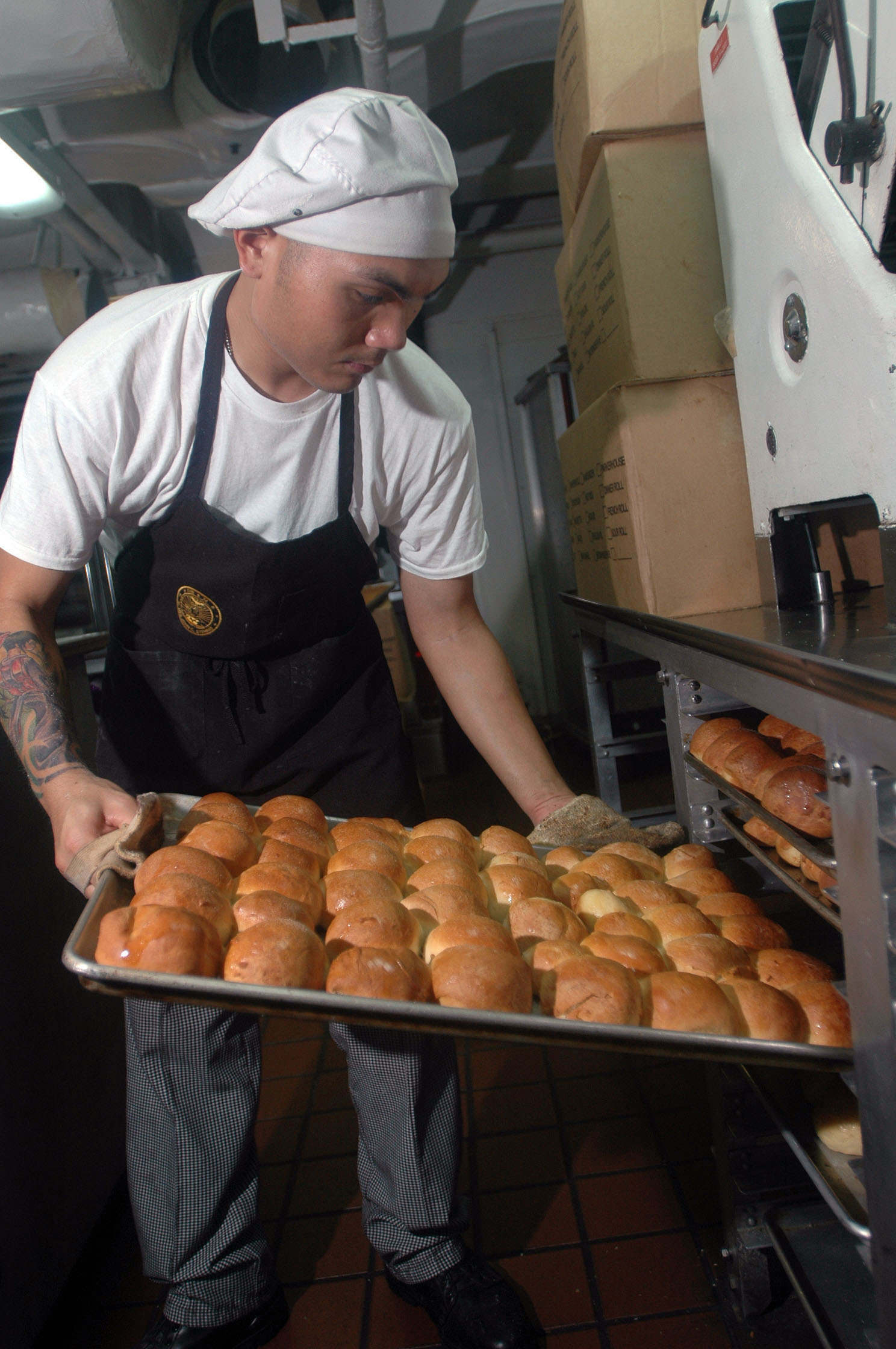
USS 존 C호에 탑승한 미 해군 제빵사. 스테니스 항공모함이 갓 구운 뜨거운 롤이 담긴 쟁반을 냉각 선반 위로 옮긴다.

제빵사(製-師)는 빵, 롤같은 빵 종류를 만드는 직업이다. 다양한 빵을 열심히 만들어서 손님들한테 맛을 느낄 수 있다.

## 활용
학력에는 제한이 없으나, 특성화 고등학교이나 2년제 대학교(전문대학), 4년제 대학교의 음식, 조리, 제빵 관련학과를 졸업하며, 일부 사설학원이나 직업전문학교에서 교육 훈련과정을 이수할 수 있다. 국가기술자격 취득자를 우대하여야 한다. 자격증을 취득하면 취업하기가 편리하다.
- 관련 자격증 : 제과기능사, 제빵기능사, 제과산업기사, 제빵산업기사, 제과기능장

## 제빵을 소재를 한 작품들
- 제빵왕 김탁구 (2010년)
- 내이름은김삼순(2005년)
- 전설의 마녀 (2014년 ~ 2015년)
- 따끈따끈 베이커리 (2001년 ~ 2007년)
- 꿈빛파티시엘 (2009년 ~ 2010년)
- 식극의 소마 (2015년 ~ 2020년)

## 같이 보기
- 빵
- 빵 목록
- 베이커리
- 제과사
- 제과 명장
- 파리크라상